# IBM Omni-Find Yahoo
IBM Omni-Find Yahoo, søgemaskine der henvender sig til erhvervslivet for internt brug, maskinen er udviklet af IBM og Yahoo, 2006.
Søgemaskinen er opbygget på åben kildekode og anvender indekseringsbiblioteket Apache Lucene til kryds- og fuldtekstindeksering.

## Ekstern henvisning
- Officiel hjemmeside Arkiveret 17. februar 2007 hos  Wayback Machine

| Internet | Spire Denne internet-relaterede artikel er en spire som bør udbygges. Du er velkommen til at hjælpe Wikipedia ved at udvide den. |